# Marianne-Migault Klingler
Marianne-Migault Klingler (* 4. Oktober 1922 in Berlin-Charlottenburg; † 5. Februar 1991 in München) war eine deutsche Stiftungsgründerin.

## Werdegang
Klingler kam als Tochter des Geigenvirtuosen Karl Klingler und dessen Ehefrau Margarethe, geb. von Gwinner, zur Welt. Nach dem Abitur an der König-Luise-Stiftung in Berlin-Dahlem studierte sie von 1942 bis 1954 Pädagogik, Psychologie und Theologie in Berlin, Freiburg, Wien, Marburg und Göttingen. 1954 legte sie an der Universität Göttingen das Fakultätsexamen in Theologie ab. Im Anschluss war sie als Erzieherin und Religionslehrerin im Landschulheim Holzminden tätig. Von 1958 bis 1962 ging sie einem Studium am Psychologischen Institut München nach, das sie als Diplom-Psychologin abschloss. 1962 ließ sie sich im Münchner Stadtteil Bogenhausen mit einer eigenen Praxis für Kinderpsychotherapie, Diagnostik und Beratung nieder. 
Zur Förderung von Streichquartetten sowie zur Förderung der musikalischen Früherziehung im Sinne Shinichi Suzukis rief sie 1979 die Karl-Klingler-Stiftung ins Leben. Ab 1981 gab sie das als Managing Editor das European Suzuki Journal heraus.